# NHL 23
| Trevor Zegras (vänster) medverkar på spelets omslag tillsammans med Sarah Nurse (höger). |  | Trevor Zegras (vänster) medverkar på spelets omslag tillsammans med Sarah Nurse (höger). |
| Trevor Zegras (vänster) medverkar på spelets omslag tillsammans med Sarah Nurse (höger). |  |                                                                                          |

NHL 23 är ett ishockeyspel utvecklat av EA Vancouver och utgivet av EA Sports. Det släpptes den 14 oktober 2022 till Playstation 4, Playstation 5, Xbox One, Xbox Series X och Series S. På spelets omslag syns Trevor Zegras från Anaheim Ducks och Sarah Nurse från Kanada, vilket är första gången i NHL-serien som en kvinnlig ishockeyspelare pryder ett spelomslag.

## Spelupplägg
NHL 23 är det första spelet i serien med kvinnliga ishockeyspelare, vilket sker i spelarläget Hockey Ultimate Team.
Spelet har även förnyats med nya animationer, med ett nytt system känd som "Last Chance Puck Movement", NHL 23 är även första spelet i serien som har crossplay som lanserades i november 2022. Publiken i spelets olika arenor har förnyats där den reagerar mer realistiskt.
Spelets AI och strategisystem har förnyats. Andra nyheter låter spelaren välja hur man vill fira ett hattrick och välja vilken spelare som lyfter Stanley Cup-pokalen. Dessutom utökas spelarläget Franshise Mode med Custom Leagues som ger spelaren mer möjligheter att anpassa sin liga.

## Utgåvor
NHL 23 släpptes 14 oktober 2022 i två olika utgåvor under namnen "Standard Edition" och "X-Factor Edition".

## Mottagande
Spelet mottogs av blandade recensioner från spelkritiker enligt webbplatsen Metacritic
IGN gav spelet betyget 8 av 10, och berömde spelets nya funktioner. Gamereactor gav spelet betyget 6 av 10, och tyckte att spelet liknade sin föregångare, NHL 22. FZ gav spelet betyget 3 av 5, och berömde spelkänslan och spelets animationer.